# Fonzaleche
Fonzaleche est une commune de la communauté autonome de La Rioja, en Espagne.

## Démographie
| 1900 | 1910 | 1920 | 1930 | 1940 | 1950 | 1960 | 1970 | 1981 |
| ---- | ---- | ---- | ---- | ---- | ---- | ---- | ---- | ---- |
| 741  | 706  | 613  | 625  | 631  | 571  | 443  | 305  | 236  |

| 1991 | 2001 | 2011 | - | - | - | - | - | - |
| ---- | ---- | ---- | - | - | - | - | - | - |
| 201  | 157  | 155  | - | - | - | - | - | - |

## Administration

### Conseil municipal
La ville de Fonzaleche comptait 134 habitants aux élections municipales du 26 mai 2019. Son conseil municipal (en espagnol : Pleno del Ayuntamiento) se compose donc de 5 élus.
| Parti | Parti                                    | Voix | %       | Élus  |
| ----- | ---------------------------------------- | ---- | ------- | ----- |
|       | Parti populaire (PP)                     | 58   | 75,32 % | 5 / 5 |
|       | Parti socialiste ouvrier espagnol (PSOE) | 13   | 16,88 % | 0 / 5 |
|       | Parti riojain (PR+)                      | 6    | 7,79 %  | 0 / 5 |

### Liste des maires
| Mandat    | Maire | Maire                                 | Parti | Sièges |
| --------- | ----- | ------------------------------------- | ----- | ------ |
| 1979-1983 |       | Javier Valgañón Martínez de Salinas   | UCD   | 5 / 5  |
| 1983-1987 |       | Manuel Sainz Ochoa                    | PP    | 3 / 5  |
| 1987-1991 |       | Manuel Sainz Ochoa                    | PR+   | 3 / 5  |
| 1991-1995 |       | Perfecto Valgañón Oñate               | PP    | 3 / 5  |
| 1991-1995 |       | Inmaculada Martínez Ocio              | PR+   | 2 / 5  |
| 1995-1999 |       | Maria Soledad Zárate López de Silanes | PP    | 4 / 5  |
| 1999-2003 |       | Maria Soledad Zárate López de Silanes | PP    | 5 / 5  |
| 2003-2007 |       | Ángel Ameyugo Jorge                   | PP    | 4 / 5  |
| 2007-2011 |       | Ángel Ameyugo Jorge                   | PP    | 4 / 5  |
| 2011-2015 |       | Juan Carlos Nájera Jiménez            | GIF   | 3 / 5  |
| 2015-2019 |       | Juan Carlos Nájera Jiménez            | PP    | 4 / 5  |
| 2019-     |       | Juan Carlos Nájera Jiménez            | PP    | 5 / 5  |